# Cantonul Strasbourg-10
Cantonul Strasbourg-10 este un canton din arondismentul Straatsburg-Stad, departamentul Bas-Rhin, regiunea Alsacia, Franța.